# Bryum macrodictyum
Bryum macrodictyum là một loài rêu trong họ Bryaceae. Loài này được Warnst. mô tả khoa học đầu tiên năm 1911.